# Euroflorist

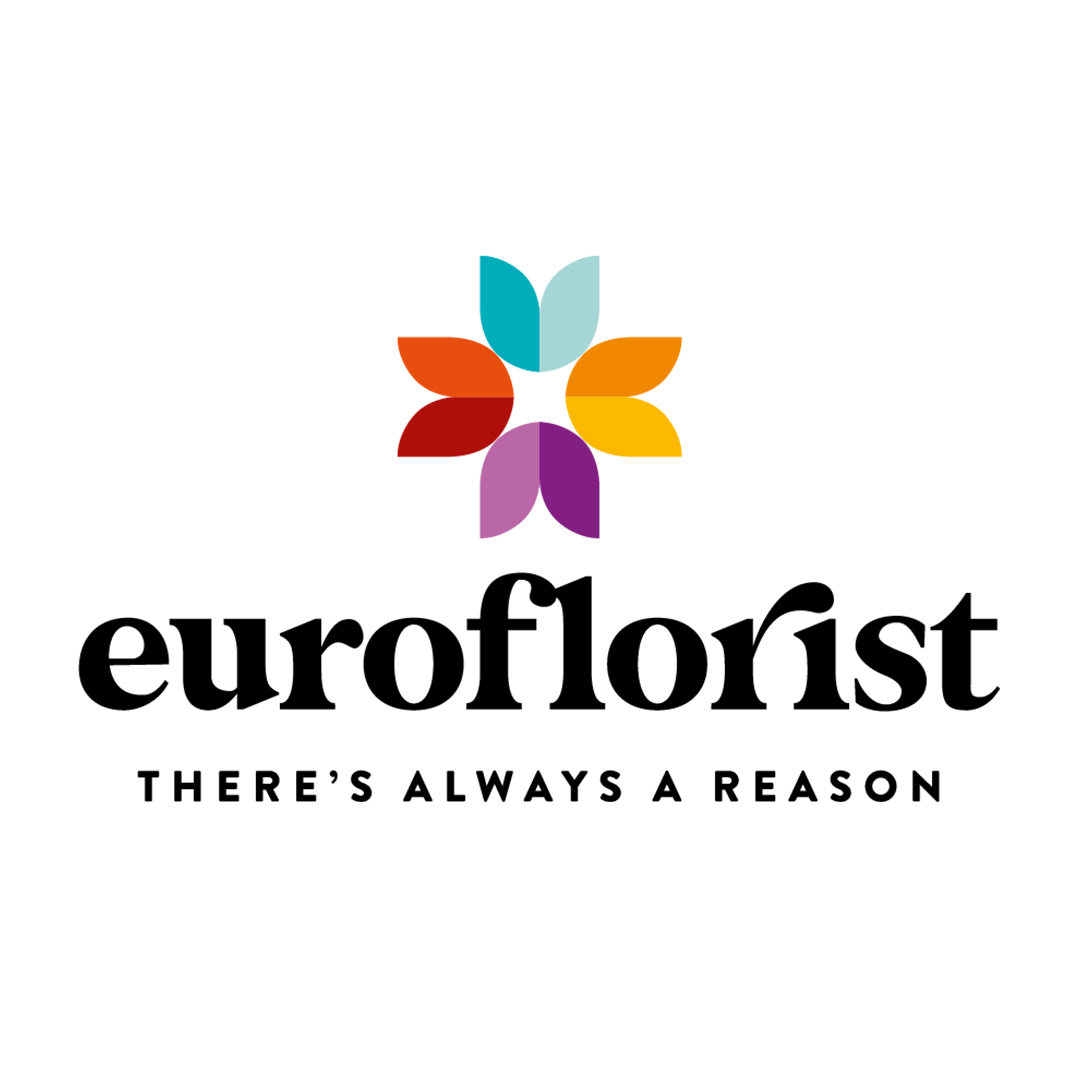
Euroflorist logo

Euroflorist är en blomsterförmedlare som levererar miljontals blomsterbud, receptionsblommor, presenter och begravningsbinderier över större delen av världen. Euroflorist grundades i Malmö 1982 som Svensk blomsterförmedling av Peter Jungbeck, men bytte 1990 namn på bolaget för att möjliggöra en internationell expansion. Därefter har man etablerat sig i Danmark (1993), Polen (1996), Tyskland (2001), Österrike (2002), Holland (2003), Frankrike (2004), och slutligen Belgien och Luxemburg (2006). Den senaste expansionen skedde i England och Irland genom förvärvet av eFlorist 2010, en verksamhet som levererat blombud i Storbritannien sedan 1947.	
Bolaget var 1995 först i Sverige med blomsterbud på Internet och är idag Europas största nätverk av florister med verksamhet i tolv länder. Euroflorist har cirka 10 000 direktanslutna blomsterbutiker. Resten av världen ombesörjes i partnerskap med 54 000 blomsterbutiker genom det internationella nätverket Teleflor International.
2005 tilldelades Euroflorist Microsoft .NET Award för Europas modernaste e-handelsplattform. 
I december 2021 tillträdde Magnus Silverberg som VD för bolaget.